# Mainoumi Shūhei
Mainoumi Shūhei  (舞の海 秀平?), pseudonimo di Shūhei Nagao (長尾 秀平?, Nagao Shūhei; Aomori, 17 febbraio 1968), è un lottatore di sumo giapponese.

## Carriera
Il debutto ufficiale è nel maggio del 1990 nella Makushita, nel marzo dell'anno successivo è tra i Jūryō e a settembre nella Makuuchi.